# Боксфорд (Масачусетс)
Боксфорд (енгл. Boxford) насељено је место без административног статуса у америчкој савезној држави Масачусетс.

## Демографија
По попису из 2010. године број становника је 2.339, што је 1 (0,0%) становника мање него 2000. године.
| Група             | 2000.         | 2010.         |
| Белци             | 2.253 (96,3%) | 2.218 (94,8%) |
| Афроамериканци    | 8 (0,3%)      | 7 (0,3%)      |
| Азијати           | 32 (1,4%)     | 47 (2,0%)     |
| Хиспаноамериканци | 23 (1,0%)     | 34 (1,5%)     |
| Укупно            | 2.340         | 2.339         |